# Brolucizumab
Il brolucizumab, venduto con il nome commerciale di Beovu, è un anticorpo monoclonale umanizzato a catena singola progettato per il trattamento della degenerazione maculare legata all'invecchiamento. Viene somministrato con iniezioni a livello intravitreale.
Sotto il nome di DLX1008, inoltre, il brolucizumab è stato coinvolto in studi preclinici vertenti sul trattamento di patologie non oftalmologiche, come il glioblastoma multiforme e il sarcoma di Kaposi.

## Farmacodinamica
Il brolucizumab è in grado di legarsi al fattore di crescita endoteliale vascolare A (VEGF-A), inibendone le funzione angiogenetica. Il VEGF-A, inducendo la crescita e la proliferazione dei vasi sanguigni, porta alla progressiva perdita per extravasazione di sangue e fluidi interstiziali, danneggiando la macula. Bloccando l'azione del VEGF-A, il brolucizumab rallenta questo processo degenerativo, riducendo queste extravasazioni e la manifestazioni flogistiche associate.

## Storia
Nell'ottobre 2019, la Food and Drug Administration ha approvato l'uso del brolucizumab in pazienti con maculopatia connessa all'invecchiamento. La vendita del farmaco nell'Unione europea è stata invece approvata nel febbraio 2020.

## Effetti collaterali
Gli effetti collaterali più comuni sono riduzione dell'acuità visiva, cataratta, emorragie della congiuntiva e miodesopsie. Effetti avversi rari ma più gravi sono cecità, endoftalmite (infezione all'interno dell'occhio), occlusione dell'arteria retinica e distacco della retina. Sono stati riportati anche diversi casi di vasculite retinica di tipo occlusivo verificatisi a seguito della somministrazione dell'anticorpo.